# Saturn LX
Saturn LX (oznaczenie tymczasowe S/2004 S 29) – mały księżyc Saturna, odkryty przez Scotta S. Shepparda, Davida Jewitta i Jana Kleynę na podstawie 22 obserwacji prowadzonych Teleskopem Subaru w latach 2004–2007. Jego odkrycie zostało ogłoszone 7 października 2019 roku w biuletynie elektronicznym Minor Planet Electronic Circular 2019-T136.
Stałe oznaczenie nadano mu w sierpniu 2021 roku.
Należy do grupy inuickiej księżyców nieregularnych, poruszających się ruchem prostym (zgodnym z obrotem planety).